# 古史伝
『古史伝』（こしでん）は、平田篤胤の著書であり、自ら著した『古史成文』についての自分自身による解釈本である。全37巻。1812年（文化9年）～1825年（文政8年）撰。

## 成立の経緯
篤胤は、本居宣長の『古事記伝』にならって、自身で古史（『古事記』・『日本書紀』）の文を採り交えて「神世」（=神話時代）の物語を書き纏めた本『古史成文』を1818年（文政元年）に出版した。「天地開闢」から「神代時代」に繰り広げられた様々な歴史の物語、と平田篤胤が考えるものを書き記したもので、上中下三巻に纏め上げて上梓した。
『古史成文』の神代巻は百六十五段あったが、この古史伝では、段ごとに詳細な注釈をくわえ、自説の解釈を施している。更に古史や、古言・古義などを調べる上で、便宜を図る為に補翼として『古史或問』を著し、後に『古史徴』並びに『開題記（春夏秋冬）』と改題して、古伝説の本論、神世文字の論、古史ニ典の論に関しての持論を展開し、『記紀』、『古語拾遺』、『祝詞』、『新撰姓氏録』、『出雲国風土記』といった古文献資料類の中から古史に関連のある部分を参照引用し、神代巻に伝え来る物語の中で、遺漏や訛伝されたと思われる箇所などを補足訂正して補い、更に推敲を重ねて古史の解釈を施し日本の古代の有様をあきらかにしようと志したものである。古道学を通じて、神代の本来の姿や形（復古）（と平田篤胤が考えるもの）を知る事により、「古人の心情」（外来の思想が入り来る以前の純朴な心や姿形、と平田が考えるもの）に立ち戻る為の縁（よすが）とした。
篤胤が『古史伝』を起稿したのは、1810年（文化7年）、37歳の血気盛んな頃で、それから約13年を費やして、成文下巻の途中までの解釈をある程度完成させているが、第29巻以降百四十四段から最期の第37巻百六十四段までは未完に終った。
この未完であった『古史伝』は、篤胤の逝去後、後継者平田鐵胤（かねたね）の依頼を受諾した死後の門人である、愛媛出身の矢野玄道が1877年（明治10年）頃から起稿し、数年を費やして遂に完成させた。

## 『古史伝』に関する平田篤胤の思い
篤胤の学問の良き理解者で畏友でもあった考証学者の伴信友は、篤胤の唱道する『古史伝』は「至道」「真道」の誠と同じ意と解釈した（後に互いの意見や見解の相違により二人は袖を分かつ事となる）。
篤胤は鈴の屋門下の死後の門人で、師宣長の謦咳に接する機会はなかったが、俊英な弟子の一人服部中庸が数ある門弟の中から篤胤の人柄を見込んで、宣長の息吹とも云える古道の継承を三顧の礼を尽くして念願し、師宣長の志と古道の学の要となるものを篤胤に送受した事により、篤胤は後に『霊能真柱』並びに古史三部作として『古史伝』を書き表し、宣長や中庸の遺志を結実させる事となった。
篤胤は古道の学の典拠を、『皇極紀』の文章の中から引用し、また「儒教や佛教が御国に渡来する以前の純粋無垢な当時の祖先達」が子孫に伝承した道の言葉を手がかりにして、古の言葉と古の意を以て神代の物語を正しく読み解くことにより、天地開闢から始まる上代の出来事の中に元来備わっている、真の道の伝えを知る事が出来るものである、と唱道した。
「我が唱道する古史を学ばんとする者は　古（いにしえ）を慕ひ　古に憧れ　理想としての古代を仰望する　古を知るといふことは　古語の解釈に基づかざるを得ない　国学の発達は古語の解釈にはじまる　古語通ぜざれば　古義明らかならず　古義明らかならざれば　古学復せず」と篤胤は述べている。

## 古史伝続修の依頼文書簡
篤胤の未完の古史伝は、28巻までできあがり、29巻・30巻の一部は書きかけで、それ以降は手付かずの状態であった。当初銕胤は学統を継承する篤胤長男の延胤による古史伝の完成を所望していたが、明治5年（1872年）1月24日に延胤は45歳で逝去した。
銕胤は平田門下とも縁のある大洲の矢野玄道に白羽の矢をたてた。最初は鄭重に断った玄道であったが、三顧の礼を尽くす銕胤の熱意に、ついに承諾する事となる。その原因の一つは、篤胤から不思議な知らせを夢で受け取ったからだと言われている。
その依頼文書簡は次のような文面であった。
当初、玄道は東京において古史伝の草稿に取り掛かる予定でいたが、神道本局からの教典編集の依頼や種々の著述、篤胤の遺書の校訂などもあり、京都で執筆することに改める。この時期重病に罹り、古史伝の続行は思うように捗らなかったようだが、古史伝の第29巻上・中・下並びに第30巻の4冊を完成させている。
明治12年（1879年）に皇室制度やその他に関する調査も一段落した。そんな折に重病だった銕胤が古史伝の完成を願いつつ逝去した。玄道は深く感じ入る事もあって意を決し、ようやく7、8年をかけて、成文百六十四段(第37巻)までの註釈をほどこし、篤胤の念願であった古史伝を明治19年（1886年）9月に遂に完結させた。以後も古史成文の学習を続けて頂く様に、畏友角田忠行や門弟の木野戸勝隆を始めとして弟子達がお願いしたが、聞き入れず、郷里の大洲の地に帰郷し、翌年の5月19日に逝去する。